# Campionati mondiali militari di calcio
I campionati mondiali militari di calcio sono una competizione calcistica internazionale riservata ad atleti militari ed organizzata dal Conseil international du sport militaire (CISM). Nel 2007, in concomitanza con i IV Giochi mondiali militari di Hyderabad in India, si è svolta la XLII edizione della competizione.

## Edizioni
| Anno | Sede              | Oro            | Argento        | Bronzo                       |
| ---- | ----------------- | -------------- | -------------- | ---------------------------- |
| 1946 | Praga             | Inghilterra    | Cecoslovacchia | Belgio                       |
| 1947 | Hannover          | Belgio         | Paesi Bassi    | Danimarca                    |
| 1948 | Copenaghen        | Francia        | Danimarca      | Belgio                       |
| 1949 | Parigi            | Francia        | Turchia        | Belgio                       |
| 1950 | L'Aia             | Italia         | Belgio         | Francia                      |
| 1951 | Cairo             | Italia         | Egitto         | Francia                      |
| 1952 | Atene             | Grecia         | Belgio         | Paesi Bassi                  |
| 1953 | Ankara            | Belgio         | Turchia        | Grecia                       |
| 1954 | Bruxelles         | Belgio         | Turchia        | Portogallo                   |
| 1955 | Roma              | Turchia        | Italia         | Egitto                       |
| 1956 | Lisbona           | Italia         | Portogallo     | Egitto                       |
| 1957 | Buenos Aires      | Francia        | Argentina      | Italia                       |
| 1958 | Lisbona           | Portogallo     | Francia        | Paesi Bassi                  |
| 1959 | Firenze           | Italia         | Portogallo     | Francia                      |
| 1960 | Orano             | Belgio         | Turchia        | Grecia                       |
| 1961 | Ankara            | Turchia        | Grecia         | Francia                      |
| 1962 | Seul              | Grecia         | Corea del Sud  | Turchia                      |
| 1963 | Atene             | Grecia         | Belgio         | Francia                      |
| 1964 | Ankara            | Francia        | Turchia        | Germania Ovest e Paesi Bassi |
| 1965 | Madrid            | Spagna         | Turchia        | Marocco                      |
| 1966 | Rabat             | Turchia        | Marocco        | Paesi Bassi                  |
| 1967 | Bruxelles         | Turchia        | Belgio         | Paesi Bassi                  |
| 1968 | Baghdad           | Grecia         | Turchia        | Paesi Bassi                  |
| 1969 | Atene             | Grecia         | Algeria        | Iran                         |
| 1972 | Baghdad           | Iraq           | Italia         | Grecia                       |
| 1973 | Brazzaville       | Italia         | Iraq           | Kuwait                       |
| 1975 | Hagen             | Germania Ovest | Paesi Bassi    | Kuwait                       |
| 1977 | Damasco           | Iraq           | Kuwait         | Italia                       |
| 1979 | Madinat al-Kuwait | Iraq           | Italia         | Kuwait                       |
| 1981 | Doha              | Kuwait         | Qatar          | Siria                        |
| 1983 | Madinat al-Kuwait | Kuwait         | Belgio         | -                            |
| 1987 | Arezzo            | Italia         | Germania Ovest | Egitto                       |
| 1989 | Caserta           | Italia         | Marocco        | Belgio                       |
| 1991 | Arnhem            | Italia         | Germania       | Turchia                      |
| 1993 | Rabat             | Egitto         | Marocco        | Germania                     |
| 1995 | Roma              | Francia        | Iran           | Corea del Sud                |
| 1997 | Teheran           | Grecia         | Italia         | Francia                      |
| 1999 | Zagabria          | Egitto         | Grecia         | Croazia                      |
| 2001 | Cairo             | Egitto         | Grecia         | Corea del Nord               |
| 2003 | Catania           | Corea del Nord | Egitto         | Italia                       |
| 2005 | Warendorf         | Egitto         | Algeria        | Qatar                        |
| 2007 | Hyderabad         | Egitto         | Camerun        | Corea del Nord               |
| 2011 | Rio de Janeiro    | Algeria        | Egitto         | Brasile                      |
| 2013 | Baku              | Iraq           | Oman           | Costa d'Avorio               |
| 2015 | Mungyeong         | Algeria        | Oman           | Corea del Sud                |
| 2019 | Wuhan             | Bahrein        | Qatar          | Algeria                      |

## Vittorie per nazione
- 8  Italia
- 6  Grecia
- 5  Francia e  Egitto
- 4  Belgio e  Turchia
- 3  Iraq
- 2  Kuwait
- 1  Inghilterra,  Corea del Nord,  Portogallo,  Spagna,  Germania,  Bahrein e  Algeria